# Изо (Изер)
Изо (фр. Izeaux) — коммуна во Франции, находится в регионе Рона — Альпы. Департамент коммуны — Изер. Входит в состав кантона Рив. Округ коммуны — Гренобль.
Код INSEE коммуны — 38194. Население коммуны на 1999 год составляло 1810 человек. Населённый пункт находится на высоте от 405 до 700 метров над уровнем моря. Муниципалитет расположен на расстоянии около 460 км юго-восточнее Парижа, 70 км юго-восточнее Лиона, 29 км северо-западнее Гренобля. Мэр коммуны — Joël Gaillard, мандат действует на протяжении 2008—2014 гг.
Динамика населения (INSEE):